# كيفن راميريز (لاعب كرة قدم)
كيفن راميريز (بالإسبانية: Kevin Ramírez)‏ هو لاعب كرة قدم أوروغواياني، ولد في 25 سبتمبر 2001 في مونتفيدو في الأوروغواي. لعب مع أمريكا دي كالي ومونتيفيديو واندررز وميرامار ميشنس وناسيونال مونتيفيديو.

## وصلات خارجية
- كيفن راميريز على موقع قاعدة بيانات كرة القدم.إي يو (الإنجليزية)
- كيفن راميريز على موقع Soccerway.com (الإنجليزية)
- كيفن راميريز على موقع AS.com (الإسبانية)